# Stoenckherne

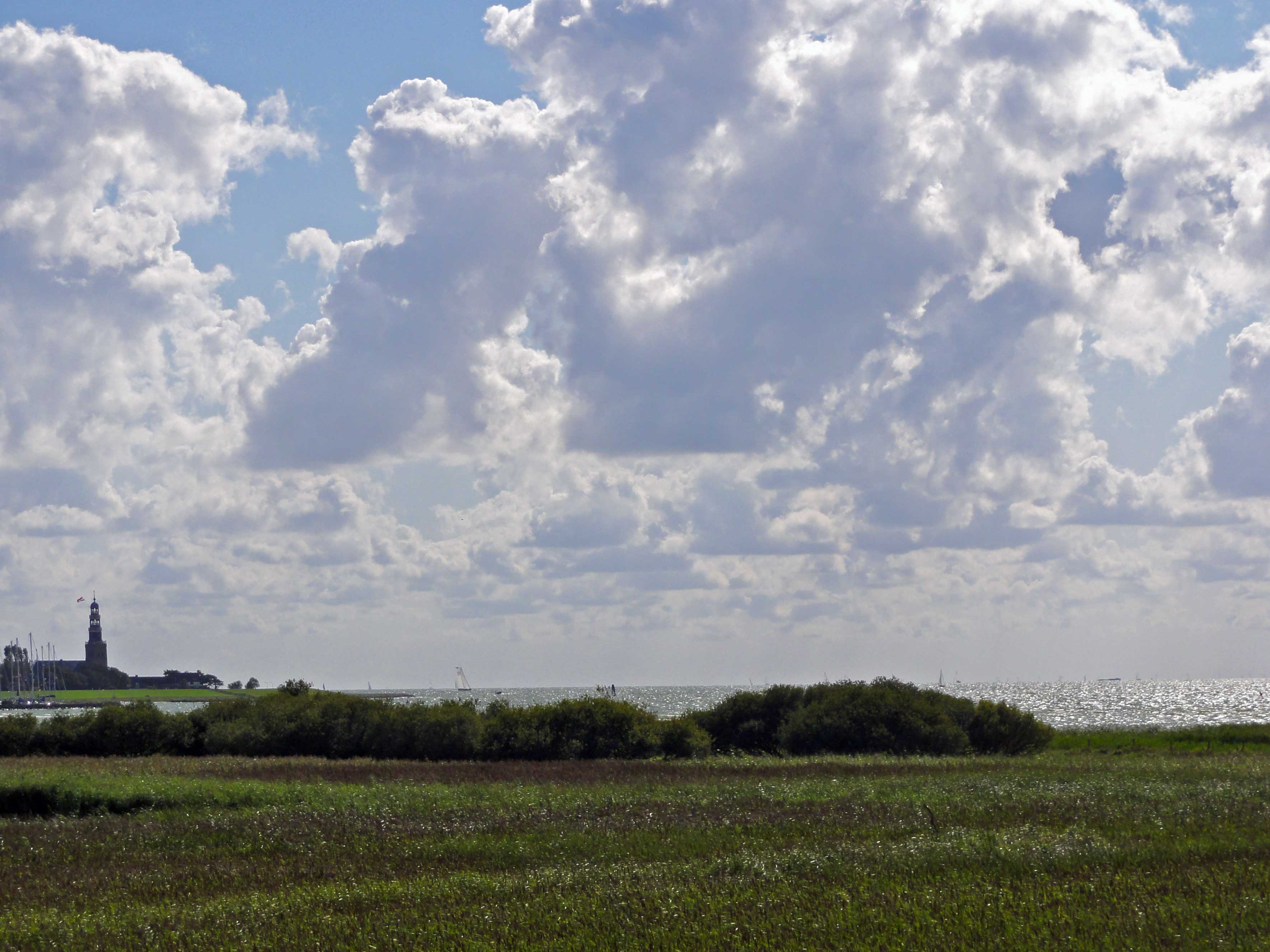
Stoenckherne met zicht op het IJsselmeer en op Hindeloopen

Stoenckherne is een natuurgebied in de Nederlandse provincie Friesland.

## Gebiedsbeschrijving

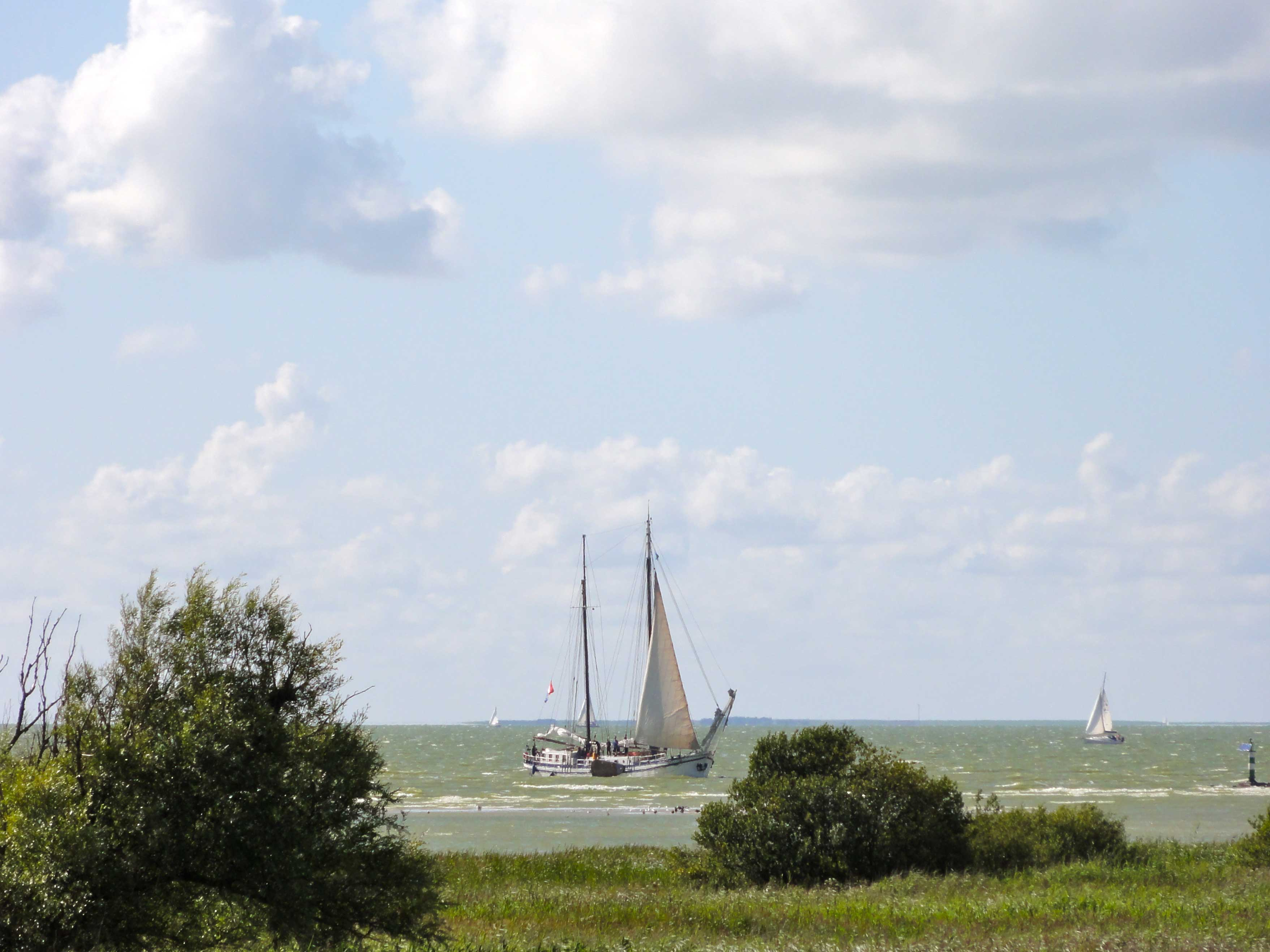
Stoenckherne aan het IJsselmeer

Het natuurgebied Stoenckherne is een buitendijks gelegen kweldergebied tussen de plaatsen Workum en Hindeloopen. In 1982 werd het gebied door de toenmalige staatssecretaris van Cultuur, Recreatie en Maatschappelijk Werk aangewezen als een beschermd natuurmonument vanwege "zijn natuurschoon en natuurwetenschappelijke betekenis". De Friese IJsselmeerkust was vanaf 1991 een beschermd natuurmonument. Sinds 2009 maakt het gebied Stoenckherne deel uit van het Natura 2000 gebied IJsselmeer en wordt de bescherming in dit kader geregeld.
Het gebied aan buitendijkse terreinen en wateren omvat 5207 hectare. Het bestaat uit "ondiep water, kale en begroeide zandplaten, moerassen, laag gelegen graslanden en klifkusten".